# Педро Алонсо Ниньо
Педро Алонсо Ниньо (на испански: Pedro Alonso Niño) е испански мореплавател и изследовател, известен като „Ел Негро“ (Черният).

## Биография
Роден е около 1468 година в Могер, провинция Уелва, Испания. Участва като кормчия в първите три експедиции на Христофор Колумб през 1492 – 1493, 1493 – 1496 и 1498 – 1499 г. Веднага след завръщането си от третото плаване с Колумб получава разрешение от кралския двор да търси земи в западната част на Атлантическия океан. Средствата за оборудването на малък кораб (около 50 тона) с екипаж от 33 души са дадени от севилския банкер Луис Гера при условие, че капитан на кораба ще бъде брат му Кристобал Гера, като братята естествено уговарят за себе си голяма част от бъдещите приходи.
През юни 1499 г. корабът управляван от Ниньо напуска Испания и през юли достига до залива Пария. Моряците слизат на брега на залива и натоварват ценно бразилско дърво и през протока Бокас дел Драгон излизат в Карибско море. След като заобикалят п-ов Пария испанците достигат до остров Маргарита, където на безценица „закупуват“ голямо количество бисери. След това заобикалят п-ов Арая и южно от него откриват залива Карияко (10°30′ с. ш. 63°55′ з. д. / 10.5° с. ш. 63.916667° з. д.). От там Ниньо продължава на запад, като открива около 300 км от северното крайбрежие на днешна Венецуела, като нарича брега Бисерен бряг (там испанците събират около 38 кг бисери) и достига до нос Кодера (10°34′ с. ш. 66°03′ з. д. / 10.566667° с. ш. 66.05° з. д.). От там на 6 февруари 1500 г. експедицията се отправя обратно и в средата на април се завръща в Испания. Никога дотогава в Испания не е докарвано такова голямо количество бисери и неговите инициатори и участници не са забогатявали толкова бързо.
Експедицията на Педро Алонсо Ниньо дава силен тласък за организиране на редица други частни експедиции.
Умира през 1505 година в Испания.